# Сонячное (Днепропетровская область)
Сонячное (укр. Сонячне, до 2016 года — Ликнеп, укр. Лікнеп) — село,
Малозахаринский сельский совет,
Солонянский район,
Днепропетровская область,
Украина.
Код КОАТУУ — 1225083703. Население по переписи 2001 года составляло 134 человека.

## Географическое положение
Село Сонячное находится на одном из истоков реки Тритузная,
выше по течению на расстоянии в 1 км расположено село Малозахарино.
Река в этом месте пересыхает, на ней сделано несколько запруд.

## История
Название села до 2016 года — Ликнеп, что в переводе с украинского языка означает «ликбез».